# Mirando al mar (canción de Amaia Montero)
«Mirando al mar» es la segunda canción y el cuarto sencillo del álbum Amaia Montero, de la cantante homónima. 

## Acerca de la canción
Según palabras de Amaia, la canción cuenta cómo el personaje recuerda el pasado de su relación, como dice la canción "Mirando al mar, recuerdo el día que te conocí" e intenta lo posible con tal de que la pareja no se vaya. Llegó al número uno de Cadena 100 en 2010.

## Videoclip
Sencillo exclusivamente radial.